# Lávka v Řeži

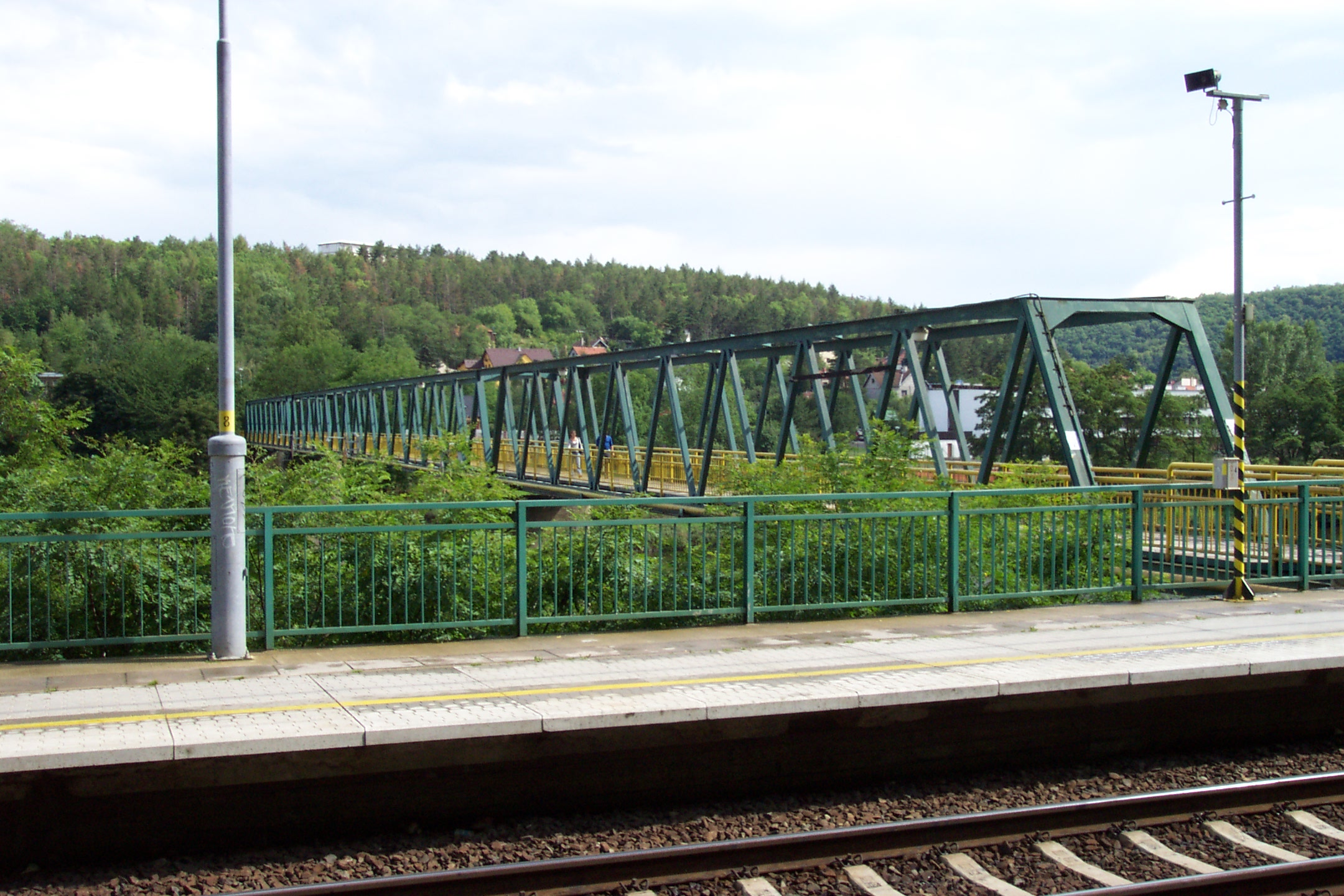
Pohled na lávku ze železniční zastávky

Lávka v Řeži je pěší lávka přes Vltavu 32,1 km před soutokem s Labem. Spojuje v blízkosti ÚJV Řež a.s. severní část vesnice Řež v obci Husinec, ležící uvnitř meandru na pravém břehu Vltavy, s železniční zastávkou Řež. Ta je umístěna na železniční trati Praha–Děčín na levém břehu Vltavy, v jižní části katastrálního území obce Libčice nad Vltavou. 
Lávka je významná hlavně proto, že je jediným přemostěním Vltavy v úseku mezi Prahou a Kralupy nad Vltavou, kde dopravní spojení zajišťují čtyři přívozy (libčický, klecánský, sedlecký a podbabský). Délka řeky mezi Trojskou lávkou a Masarykovým mostem je cca 23 km. 

## Popis
Lávku pro pěší tvoří jednopodlažní trvalá masivní ocelová nepohyblivá příhradová konstrukce s dolní mostovkou o pěti polích. Lávka je kolmá k ose řeky. Mostovka lávky je umístěná ve stejné výšce jako nástupiště železniční zastávky Řež, umístěné na galerii. 
Délka přemostění je 150,9 metru, délka mostu 152,0 metru. Volná šířka mostu tvořená chodníkem je 2,5 metru, plocha mostu 377,3 m². Výška mostu je 12,89 metru, stavební výška 0,49 metru.
Opěru 1 na pravém břehu tvoří monolitický železobetonový úložný práh nasazený na piloty. Pilíře 2–5 jsou monolitické železobetonové plošně založené jednodříkové sloupy s kamenným obkladem ve spodní části a na návodní a povodní straně. Opěru 6, integrovanou do galerie nástupiště železniční zastávky, tvoří monolitický úložný nos vyložený z konstrukce nástupiště. Pod polem 1 a 2 je svažitý travnatý břeh, pole 3 a 4 jsou nad řekou, v poli 5 je obtížně přístupný skalnatý kamenitý břeh.
Krajní vložené pole tvoří dvojice válcovaných nosníků v osové vzdálenosti 3 m, ostatní pole jsou tvořena dvěma hlavními příhradovými nosníky s dolní mostovkou trojúhelníkové soustavy trojúhelníkové o délce příhrady 4,16 m. Mostovka je ve všech polích prvková z příčníků v osové vzdálenosti 2,08 m a pěti podélníků v osové vzdálenosti 0,55 m; původně byly na mostovce 3 podélníky. Pochozí vrstva je z drážkových fošen z tropického dřeva tloušťky 42 mm. Nosníky jsou uloženy na ocelolitinových typových ložiskách, na pilíři č. 4 jsou ložiska pevná, na ostatních pohyblivá válcová, na galerii v poli 5 je tangenciální ložisko. Na konci mostu jsou dilatační spáry, překryté ocelovými plechy. Po obou stranách lávky je osazeno ocelové trubkové zábradlí se svislou výplní. Osvětlovací tělesa jsou umístěna v horizontálním ztužení v úrovni horních pasů hlavních příhradových nosníků. Po lávce je veden plynovod, jsou na ní umístěny plavební znaky, limnigrafická lať atd.  